# John Williams
John Towner Williams (* 8. února 1932, Queens, New York, New York, USA) je americký hudební skladatel, který proslul jako autor filmové hudby. Složil hudbu k více než stovce filmů a získal celou řadu ocenění. 
Má 25 cen Grammy. Do roku 2020 byl 52krát nominován na Oscara, což je druhý nejlepší individuální výsledek, po Waltu Disneym. Pětkrát získal Oscara (Šumař na střeše, 1972; Čelisti, 1976; Star Wars: Epizoda IV – Nová naděje, 1978; E.T. - Mimozemšťan, 1983; Schindlerův seznam, 1994). Má též čtyři Zlaté glóby (Čelisti, Star Wars, E.T. - mimozemšťan a Gejša, 2006). Cenu BAFTA získal krom uvedených snímků ještě za Skleněné peklo (1976) a Říši slunce (1989). I jeho další podkresy filmů však hluboce zakořenily v západní kultuře a byly nesčetněkrát citovány i parodovány – Superman (1978), Blízká setkání třetího druhu (1977), série filmů s Indiana Jonesem a Harrym Potterem, Jurský park (1993), Star Wars. Protože tyto nejvíce proslulé melodie byly tvořeny pro dobrodružné, nebo fantastické filmy, bývá někdy vnímán jako specialista právě na tyto "nižší" žánry. Ve skutečnosti však mnohokrát prokázal schopnost přizpůsobit se i jiným žánrům, ať už je to politické či historické drama (JFK, Nixon, Zachraňte vojína Ryana, Mnichov, Lincoln, Zlodějka knih), sociální drama (Narozen 4. července), nebo naopak komedie (Jak ukrást Venuši, Čarodějky z Eastwicku, Sám doma) či krimi (Chyť mě, když to dokážeš). To, že je mu dobře zvláště v žánru sci-fi je však patrné (Minority Report, A.I. Umělá inteligence, Válka světů).
Americký filmový institut vyhlásil jeho hudbu ke Hvězdným válkám za nejlepší filmovou hudbu 20. století. Napsal hudbu k osmi z dvaceti nejvýdělečnějších amerických filmů všech dob (při zohledněné inflaci).
Velice úspěšně a dlouhodobě spolupracuje s americkým režisérem a producentem Stevenem Spielbergem. Napsal hudbu ke všem jeho snímkům s výjimkou pěti.
Vytvořil též hudební motiv pro letní olympijské hry v Los Angeles v roce 1984.
Jeho syn je zpěvákem slavné americké skupiny Toto a vnuk Lionel Williams slaví úspěchy s experimentálním projektem Vinyl Williams.
Hraje na klavír, trubku, pozoun, klarinet, cello a fagot.

## Filmografie
- Daddy-O (1958)
- John Goldfarb, Please Come Home! (1965)
- Údolí panenek Valley of the Dolls (1967) nominace na Oscara
- Průvodce ženatého muže A Guide for the Married Man (1967)
- The Reivers (1969) nominace na Oscara
- Goodbye, Mr. Chips (1969) nominace na Oscara
- Storia di una donna (1970)
- Jane Eyre (1970)
- Šumař na střeše Fiddler on the Roof (1971) Oscar za hudbu
- Images (1972) nominace na Oscara
- Dobrodružství Poseidonu The Poseidon Adventure (1972) nominace na Oscara
- The Cowboys (1972)
- Propustka do půlnoci Cinderella Liberty (1973) nominace na Oscara
- The Paper Chase (1973)
- Tom Sawyer (1973) nominace Oscar spolu s Robertem B. Shermanem a Richardem M. Shermanem
- Skleněné peklo The Towering Inferno (1974) nominace na Oscara
- Čelisti Jaws (1975) vítěz Zlatého glóbu, ceny BAFTA i Oscara
- Rodinné spiknutí Family Plot (1976)
- Zastavení na Missouri The Missouri Breaks (1976)
- Star Wars: Epizoda IV – Nová naděje Star Wars (1977) vítěz Zlatého glóbu, ceny BAFTA i Oscara
- Blízká setkání třetího druhu Close Encounters of the Third Kind (1977) nominace na Oscara
- Zuřivost The Fury (1978)
- Superman Superman (1978) nominace na Oscar a cenu Grammy
- Dracula Dracula (1979)
- Star Wars: Epizoda V – Impérium vrací úder Star Wars Episode V: The Empire Strikes Back (1980) dvakrát nominace na cenu Grammy a Oscara, vítěz ceny BAFTA
- Dobyvatelé ztracené archy Raiders of the Lost Ark (1981) dvakrát cena Grammy a nominace na Oscara
- Monsignor (1982)
- Yes, Giorgio (1982) nominace na Oscara
- E.T. – Mimozemšťan E.T. the Extra-Terrestrial (1982) vítěz Zlatého glóbu, ceny BAFTA a Oscara
- Star Wars: Epizoda VI – Návrat Jediů Star Wars Episode VI: Return of the Jedi (1983) nominace na Oscara
- Indiana Jones a chrám zkázy Indiana Jones and the Temple of Doom (1984) nominace na Oscara
- Řeka The River (1984) nominace na Oscara
- Space Camp (1985)
- Říše slunce Empire of the Sun (1987) nominace na Oscara, vítěz ceny BAFTA
- Čarodějky z Eastwicku The Witches of Eastwick (1987) nominace na Oscara
- Náhodný turista The Accidental Tourist (1988) nominace na Oscara
- Narozen 4. července Born on the Fourth of July (1989) nominace na Oscara
- Indiana Jones a poslední křížová výprava Indiana Jones and the Last Crusade (1989) nominace na Oscara
- Stanley a Iris Stanley & Iris (1990)
- Podezření Presumed Innocent (1990)
- Sám doma Home Alone (1990) dvakrát nominace na Oscara
- Hook Hook (1991) nominace na Oscara a cenu Grammy
- JFK JFK (1991) nominace na Oscara
- Sám doma 2: Ztracen v New Yorku Home Alone 2: Lost in New York (1992)
- Navždy a daleko Far and Away (1992)
- Jurský park Jurassic Park (1993)
- Schindlerův seznam Schindler's List (1993) Oscar, cena Grammy a cena BAFTA
- Nixon Nixon (1995) nominace na Oscara
- Sabrina Sabrina (1995) dvakrát nominace na Oscara
- Spáči Sleepers (1996) nominace na Oscara
- Sedm let v Tibetu Seven Years in Tibet (1997)
- Amistad Amistad (1997) nominace na Oscara a cenu Grammy
- Ztracený svět: Jurský park The Lost World: Jurassic Park (1997)
- Druhá nebo první Stepmom (1998)
- Zachraňte vojína Ryana Saving Private Ryan (1998) Zlatý glóbus, cena Grammy a nominace na Oscara
- Star Wars: Epizoda I – Skrytá hrozba Star Wars Episode I: The Phantom Menace (1999) nominace na cenu Grammy
- Andělin popel Angela's Ashes (1999) nominace na Oscara a cenu Grammy
- Patriot The Patriot (2000) nominace na Oscara
- A.I. Umělá inteligence A.I.: Artificial Intelligence (2001) nominace na Oscara a cenu Grammy
- Harry Potter a Kámen mudrců Harry Potter and the Sorcerer's Stone (2001) dvakrát nominace na Oscara a cenu Grammy
- Chyť mě, když to dokážeš Catch Me If You Can (2002) nominace na Oscara
- Star Wars: Epizoda II – Klony útočí Star Wars Episode II: Attack of the Clones (2002)
- Minority Report Minority Report (2002)
- Harry Potter a Tajemná komnata Harry Potter and the Chamber of Secrets (2002) nominace na Grammy
- Harry Potter a vězeň z Azkabanu Harry Potter and the Prisoner of Azkaban (2004) nominace na Oscara a cenu Grammy
- Terminál The Terminal (2004)
- Star Wars: Epizoda III – Pomsta Sithů Star Wars Episode III: Revenge of the Sith (2005) dvakrát nominace na cenu Grammy
- Válka světů War of the Worlds (2005) nominace na cenu Grammy
- Gejša Memoirs of a Geisha (2005) vítěz Zlatého Globu, BAFTA, nominace na Oscara
- Mnichov Munich (2005) nominace na Oscara
- Indiana Jones a království křišťálové lebky Indiana Jones and the Kingdom of the Crystal Skull (2008)
- Válečný kůň War Horse (2011)
- Tintinova dobrodružství The Adventures of Tintin: Secret Of The Unicorn (2011)
- Lincoln Lincoln (2012)
- Star Wars: Síla se probouzí Star Wars: The Force Awakens (2015)
- Obr Dobr (2016)
- Star Wars: Poslední z Jediů (2017)
- Dear Basketball (2017)
- Akta Pentagon: Skrytá válka (2017)
- Star Wars: Vzestup Skywalkera (2019)
- Indiana Jones a nástroj osudu (2023)